# Jazovir Studen kladenets
Jazovir Studen kladenets (bulgariska: Язовир Студен кладенец) är en reservoar i Bulgarien.   Den ligger i regionen Kărdzjali, i den södra delen av landet, 210 km sydost om huvudstaden Sofia.